# Напряжённость электрического поля
Напряжённость электри́ческого по́ля — векторная физическая величина, характеризующая электрическое поле в данной точке и равная отношению силы {\displaystyle {\vec {F}}}, действующей на неподвижный малый по величине точечный заряд, помещённый в данную точку, к величине этого заряда {\displaystyle q^{*}}:
{\displaystyle {\vec {E}}={\frac {\vec {F}}{q^{*}}}.}
Напряжённость электрического поля иногда называют силовой характеристикой электрического поля, так как всё отличие от вектора силы, действующей на заряженную частицу, состоит в постоянном множителе.
В каждой точке в данный момент времени существует своё значение вектора {\displaystyle {\vec {E}}} (вообще говоря — разное
в разных точках пространства), таким образом, {\displaystyle {\vec {E}}} — векторное поле. Формально это отражается в записи
{\displaystyle {\vec {E}}={\vec {E}}(x,y,z,t)},
представляющей напряжённость электрического поля как функцию пространственных координат (и времени, так как {\displaystyle {\vec {E}}} может меняться со временем). Это поле вместе с полем вектора магнитной индукции представляет собой электромагнитное поле, и законы, которым оно подчиняется, — суть предмета электродинамика.
Напряжённость электрического поля в Международной системе единиц (СИ) измеряется в вольтах на метр [В/м] или в ньютонах на кулон [Н/Кл].

## Напряжённость электрического поля в классической электродинамике
Напряжённость электрического поля — одна из основных фундаментальных величин классической электродинамики. В этой области физики сопоставимыми с ней по значимости являются только вектор магнитной индукции (совместно с вектором напряжённости электрического поля образующий тензор электромагнитного поля) и электрический заряд. С некоторой точки зрения столь же важными представляются потенциалы электромагнитного поля (образующие вместе единый электромагнитный потенциал).
Остальные понятия и величины классической электродинамики, такие как электрический ток, плотность тока, плотность заряда, поляризованность, а также вспомогательные поле электрической индукции и напряжённость магнитного поля — хотя безусловно важны и содержательны, по сути оказываются вторичными или производными.
Ниже выделены основные контексты классической электродинамики в отношении напряжённости электрического поля.

### Сила воздействия электромагнитного поля на заряженные частицы
Полная сила, с которой электромагнитное поле (включающее электрическую и магнитную составляющие) действует на заряженную частицу, выражается формулой силы Лоренца:
{\displaystyle {\vec {F}}=q^{*}{\vec {E}}+q^{*}[{\vec {v}}\times {\vec {B}}]},
где {\displaystyle q^{*}} — электрический заряд частицы, {\displaystyle {\vec {v}}} — её скорость,
{\displaystyle {\vec {B}}} — вектор магнитной индукции; косым крестом {\displaystyle \times } обозначено векторное произведение. Формула приведена в единицах СИ.
Эта формула является более общей по сравнению с формулой, данной в определении напряжённости электрического поля, так как включает в себя также действие на заряженную частицу (если та движется) со стороны магнитного поля.
Частица предполагается точечной. Однако эта формула позволяет рассчитать и силы, действующие со стороны электромагнитного поля на тела любой формы с любым распределением зарядов и токов — если воспользоваться обычным для физики приёмом разбиения сложного тела на маленькие (математически — бесконечно малые) части, каждая из которых может считаться точечной и таким образом входящей в область применимости формулы Лоренца. Разумеется, для того, чтобы эта формула была применена (даже в простых случаях, таких, как расчёт силы взаимодействия двух точечных зарядов), необходимо уметь рассчитывать {\displaystyle {\vec {E}}} и {\displaystyle {\vec {B}}}.
Остальные формулы, применяемые для расчёта электромагнитных сил (например, формулу для силы Ампера) можно считать следствиями фундаментальной формулы силы Лоренца или частными случаями её применения.

### Уравнения Максвелла
Достаточным вместе с формулой силы Лоренца теоретическим фундаментом классической электродинамики являются уравнения электромагнитного поля, называемые уравнениями Максвелла. Их стандартная традиционная форма представляет собой четыре уравнения, в три из которых входит вектор напряжённости электрического поля:
{\displaystyle {\begin{aligned}\operatorname {div} {\vec {E}}&={\frac {\rho }{\varepsilon _{0}}},&\operatorname {rot} {\vec {E}}&=-{\frac {\partial {\vec {B}}}{\partial t}},\\\operatorname {div} {\vec {B}}&=0,&\operatorname {rot} {\vec {B}}&=\mu _{0}{\vec {j}}+{\frac {1}{c^{2}}}{\frac {\partial {\vec {E}}}{\partial t}}.\end{aligned}}}
Здесь {\displaystyle \rho } — плотность заряда, {\displaystyle {\vec {j}}} — плотность тока, {\displaystyle \varepsilon _{0}} — электрическая постоянная, {\displaystyle \mu _{0}} — магнитная постоянная, {\displaystyle c} — скорость света (уравнения записаны в системе СИ). В приведённом виде уравнения Максвелла являются «уравнениями для вакуума» (их более общий вариант, применимый и для описания поведения электромагнитного поля в среде, а также иные формы записи уравнений — см. в статье Уравнения Максвелла).
Этих четырёх уравнений вместе с пятым — уравнением силы Лоренца — в принципе достаточно, чтобы полностью описать классическую (не квантовую) электродинамику, то есть они представляют её полные законы. Для решения реальных задач с их помощью необходимы ещё уравнения движения «материальных частиц» (в классической механике это законы Ньютона), а также дополнительная информация о конкретных свойствах рассматриваемых физических тел и сред (их упругости, электропроводности, поляризуемости и др.) и о других силах, участвующих в задаче (например, о гравитации), однако вся эта информация уже не входит в рамки электродинамики как таковой, хотя и оказывается зачастую необходимой для построения замкнутой системы уравнений, позволяющих решить ту или иную конкретную задачу в целом.

### «Материальные уравнения»
Дополнительными формулами (обычно не точными, а приближёнными или иногда даже эмпирическими), которые используются в классической электродинамике при решении практических задач и носят название «материальных уравнений», являются
- закон Ома;
- закон поляризации;
- в разных случаях многие другие формулы и соотношения.

### Связь с потенциалами
Связь напряжённости электрического поля с потенциалами в общем случае такова:
{\displaystyle {\vec {E}}=-\nabla \varphi -{\frac {\partial {\vec {A}}}{\partial t}},}
где {\displaystyle \varphi ,{\vec {A}}} — скалярный и векторный потенциалы,
{\displaystyle {\vec {B}}=\operatorname {rot} {\vec {A}}.}
В частном случае стационарных (не меняющихся со временем) полей первое уравнение упрощается до
{\displaystyle {\vec {E}}=-\nabla \varphi .}
Это выражение связывает электростатическое поле с электростатическим потенциалом.

### Электростатика
Теоретически и практически важным случаем является ситуация, когда заряженные тела неподвижны (например, исследуется состояние равновесия) или скорость их движения достаточно мала, чтобы можно было приближённо воспользоваться способами расчета, справедливыми для неподвижных тел. Этим случаем занимается раздел электродинамики, называемый электростатикой.
Как указано выше, напряжённость электрического поля в этом случае выражается через скалярный потенциал как
{\displaystyle {\vec {E}}=-\nabla \varphi }
или, покомпонентно,
{\displaystyle E_{x}=-{\frac {\partial \varphi }{\partial x}},\quad E_{y}=-{\frac {\partial \varphi }{\partial y}},\quad E_{z}=-{\frac {\partial \varphi }{\partial z}},}
то есть электростатическое поле оказывается потенциальным полем.
({\displaystyle \varphi } в этом случае — случае электростатики — принято называть электростатическим потенциалом).
Правомерно и обратное соотношение:
{\displaystyle \varphi =-\int {\vec {E}}\cdot {\vec {dl}}.}
Уравнения Максвелла при этом также сильно упрощаются (уравнения с магнитным полем можно вообще исключить, а в уравнение с дивергенцией можно подставить {\displaystyle -\nabla \varphi }) и сводятся к уравнению Пуассона:
{\displaystyle \Delta \varphi =-{\frac {\rho }{\varepsilon _{0}}},}
а в областях, свободных от заряженных частиц, — к уравнению Лапласа:
{\displaystyle \Delta \varphi =0.}
Учитывая линейность этих уравнений, а следовательно, применимость к ним принципа суперпозиции, достаточно найти поле одного точечного заряда, чтобы потом получать потенциал или напряжённость поля, создаваемого любым распределением зарядов (суммируя решения для точечных зарядов).

#### Теорема Гаусса
В электростатике широко используется теорема Гаусса, содержание которой сводится к интегральной форме единственного нетривиального для электростатики уравнения Максвелла:
{\displaystyle \oint \limits _{S}({\vec {E}}\cdot {\vec {dS}})={\frac {Q}{\varepsilon _{0}}},}
где интегрирование проводится по любой замкнутой поверхности {\displaystyle S} (вычисляется поток
{\displaystyle {\vec {E}}} через эту поверхность), {\displaystyle Q} — полный (суммарный) заряд внутри этой поверхности.
Эта теорема даёт удобный способ расчета напряжённости электрического поля в случае, когда источники поля имеют высокую симметрию: сферическую, цилиндрическую или зеркальную + трансляционную. В частности, таким способом легко находится поле точечного заряда, сферы, цилиндра, плоскости.

#### Напряжённость электрического поля точечного заряда
Для точечных зарядов в электростатике верен закон Кулона, который в системе СИ записывается:
{\displaystyle {\vec {F}}={\frac {1}{4\pi \varepsilon _{0}}}\cdot {\frac {qq^{*}}{r^{2}}}\cdot {\frac {\vec {r}}{r}}\quad \left(F={\frac {1}{4\pi \varepsilon _{0}}}\cdot {\frac {|qq^{*}|}{r^{2}}}\right)}.
Из закона Кулона и определения потенциала следует формула для потенциала точечного заряда:
{\displaystyle \varphi ={\frac {1}{4\pi \varepsilon _{0}}}\cdot {\frac {q}{r}},}
Из закона Кулона и определения напряжённости следует формула для напряжённости электрического поля точечного заряда:
{\displaystyle {\vec {E}}={\frac {1}{4\pi \varepsilon _{0}}}\cdot {\frac {q}{r^{2}}}\cdot {\frac {\vec {r}}{r}}\quad \left(E={\frac {1}{4\pi \varepsilon _{0}}}\cdot {\frac {|q|}{r^{2}}}\right)}.
Исторически закон Кулона был открыт первым, хотя с теоретической точки зрения уравнения Максвелла более фундаментальны. С этой точки зрения он является их следствием. Получить этот результат проще всего, исходя из теоремы Гаусса, учитывая сферическую симметрию задачи: выбрать поверхность {\displaystyle S} в виде сферы с центром в точечном заряде, учесть, что направление {\displaystyle {\vec {E}}} будет очевидно радиальным, а модуль этого вектора одинаков везде на выбранной сфере (так что {\displaystyle E} можно вынести за знак интеграла), и тогда, учитывая формулу для площади сферы радиуса {\displaystyle r}: {\displaystyle 4\pi r^{2}}, имеем {\displaystyle 4\pi r^{2}E=q/\varepsilon _{0}}, откуда сразу получаем ответ для {\displaystyle E}.
Ответ для {\displaystyle \varphi } получается интегрированием {\displaystyle E}:
{\displaystyle \varphi =-\int {\vec {E}}\cdot {\vec {dl}}=-\int E\,dr.}
Для системы СГС формулы и их вывод аналогичны, отличие от СИ лишь в константах:
{\displaystyle \varphi ={\frac {q}{r}},}
{\displaystyle {\vec {E}}={\frac {q}{r^{2}}}{\frac {\vec {r}}{r}}\quad \left(E={\frac {|q|}{r^{2}}}\right)}.

#### Электрическое поле произвольного распределения зарядов
По принципу суперпозиции для напряжённости поля совокупности дискретных источников имеем:
{\displaystyle {\vec {E}}={\vec {E}}_{1}+{\vec {E}}_{2}+{\vec {E}}_{3}+\dots ,}
где каждое
{\displaystyle {\vec {E}}_{i}={\frac {1}{4\pi \varepsilon _{0}}}{\frac {q_{i}}{(\Delta {\vec {r}}_{i})^{2}}}{\frac {\Delta {\vec {r}}_{i}}{|\Delta {\vec {r}}_{i}|}}\quad \left(\Delta {\vec {r}}_{i}={\vec {r}}-{\vec {r}}_{i}\right)}.
Подставив, получаем:
{\displaystyle {\vec {E}}({\vec {r}})=\sum \limits _{i}{\frac {1}{4\pi \varepsilon _{0}}}{\frac {q_{i}}{(\Delta {\vec {r}}_{i})^{2}}}{\frac {\Delta {\vec {r}}_{i}}{|\Delta {\vec {r}}_{i}|}},}.
Для непрерывного распределения аналогично:
{\displaystyle {\vec {E}}({\vec {r}})=\int \limits _{V}{\frac {1}{4\pi \varepsilon _{0}}}{\frac {\rho ({\vec {\hat {r}}})\,dV}{({\vec {r}}-{\vec {\hat {r}}})^{2}}}{\frac {{\vec {r}}-{\vec {\hat {r}}}}{|{\vec {r}}-{\vec {\hat {r}}}|}},}
где {\displaystyle V} — область пространства, где расположены заряды (ненулевая плотность заряда), или всё пространство,
{\displaystyle {\vec {r}}} — радиус-вектор точки, для которой считаем {\displaystyle {\vec {E}}},
{\displaystyle {\vec {\hat {r}}}} — радиус-вектор источника, пробегающий все точки области {\displaystyle V} при интегрировании, {\displaystyle dV} — элемент объёма. Можно подставить {\displaystyle x{\vec {i}}+y{\vec {j}}+z{\vec {k}}} вместо {\displaystyle {\vec {r}}};
{\displaystyle {\hat {x}}{\vec {i}}+{\hat {y}}{\vec {j}}+{\hat {z}}{\vec {k}}} вместо {\displaystyle {\vec {\hat {r}}}};
{\displaystyle d{\hat {x}}\,d{\hat {y}}\,d{\hat {z}}} вместо {\displaystyle dV}.

## Системы единиц
В системе СГС напряжённость электрического поля измеряется в СГСЭ единицах, в системе СИ — в ньютонах на кулон или в вольтах на метр (русское обозначение: В/м; международное: V/m).

## Измерение напряженности электрического поля
Измерения напряженности электрического поля в электроустановках сверхвысокого напряжения производят приборами типа ПЗ-1, ПЗ-1 м и др.
Измеритель напряженности электрического поля работает следующим образом: в антенне прибора электрическое поле создает ЭДС, которая усиливается с помощью транзисторного усилителя, выпрямляется полупроводниковыми диодами и измеряется стрелочным микро-амперметром. Антенна представляет собой симметричный диполь, выполненный в виде двух металлических пластин, размещенных одна над другой. Поскольку наведенная в симметричном диполе ЭДС. пропорциональна напряженности электрического поля, шкала милиамперметра отградуирована в киловольтах на метр (кВ/м).
Измерение напряженности должно производиться во всей зоне, где может находиться человек в процессе выполнения работы. Наибольшее измеренное значение напряженности является определяющим. При размещении рабочего места на земле наибольшая напряженность обычно бывает на высоте роста человека. 
Точки измерения выбираются по ГОСТ 12.1.002, в зависимости от расположения рабочего места и от оснащения его средствами защиты согласно таблице:
| Расположение рабочего места                | Средства защиты                      | Точки измерений |
| Без поднятия на оборудование и конструкции | Без средств защиты                   | На высоте 1,8 м от поверхности земли                                                                                       |
| То же                                      | Средства коллективной защиты         | На высоте 0,5; 1,0 и 1,8 м от поверхности земли                                                                            |
| С поднятием на оборудование и конструкции  | Независимо от наличия средств защиты | На высоте 0,5; 1,0 и 1,8 м от площадки рабочего места и на расстоянии 0,5 м от заземленных токоведущих частей оборудования |